# NGC 56
NGC 56 је ознака објекта на координатама са ректансцензијом 0h 15m 20,6s и деклинацијом + 12° 26" 40'. Открио га је Џон Хершел, 13. октобра 1825. Каснијим посматрањима на том положају није уочен никакав астрономски објекат.